# レス・アレン
レスリー・ウィリアム・アレン（Leslie William Allen, 1937年9月4日 - ）は、ロンドン・バーキング・アンド・ダゲナム区・ダゲナム出身の元サッカー選手。ポジションはFW。

## 経歴
1954年にチェルシーFCでプロサッカー選手としてのキャリアを歩むが、チェルシーではスタメンの地位を確保できず、サブのFWとしてプレーするにとどまった。
1959年にビル・ニコルソンが指揮を取るトッテナム・ホットスパーFCに加入。加入後、スタメンの座を掴むと1956-60シーズンのFAカップ、13-2の記録的なスコアで勝利したクルー・アレクサンドラFC戦で5得点を記録した。
1960-61シーズンはボビー・スミスやクリフ・ジョーンズと共に得点を量産。リーグ戦23得点を挙げ、リーグとカップの二冠達成に貢献した。しかしその翌1961-62シーズンにジミー・グリーブスが加入すると出場機会が減少した。トッテナムでは公式戦通算61ゴールを記録した。
1965年に2万1000ポンドの移籍金でクイーンズ・パーク・レンジャーズFCに移籍した。1966-67シーズンのリーグカップ優勝に貢献した。
QPRで1969年に現役を引退した後、1970年までの1年間監督に就任してクラブの指揮を取った。その後アリス・テッサロニキを経て1972年にスウィンドン・タウンFCの監督を2年間務めた。

## 家族
息子のクライヴは自身と同じくチェルシーFC、トッテナム・ホットスパーFC、クイーンズ・パーク・レンジャーズFCでプレーしたサッカー選手。トッテナム時代の1986-87シーズンにはリーグ得点王の活躍を見せた。他にもウェストハム・ユナイテッドFCやミルウォールFCなど合計7つのロンドンのクラブでプレーした。
同じく息子のブラッドリーも自身と同じくQPRでプレーしたサッカー選手だった。他にもチャールトン・アスレティックFCやグリムズビー・タウンFCなどでプレーした。
クライヴの息子、自身から見て孫のオリヴァーはウェストハム、トッテナムのユース出身で、バーネットFCなどでプレーした。
弟のデニスはレディングFCで活躍したサッカー選手。チャールトンやAFCボーンマスでもプレーした。また、チェルトナム・タウンFCでは監督を務めた。
デニスの息子、自身から見て甥のマーティンはQPRやウェストハムでプレーした後、バーネットやブレントフォードFC、レスター・シティFC、チェルトナム、ノッツ・カウンティFC、ジリンガムFCなどで監督を歴任した。
マーティンの息子、自身からみて姪孫のチャーリーはレディングやブレントフォードのユースに所属した後、ダゲナム・アンド・レッドブリッジFCやノッツ、ジリンガムなどでプレーした。
デニスの下の弟のロンはサッカー選手では無かったが、ロンの息子、自身から見て甥のポールはウェストハムやトッテナムなどで活躍。トッテナムでは370試合に出場した。他にもスウィンドンやミルウォールなどでプレーした。
一族で年代は違えど同じクラブに所属することが多く起こった。

## タイトル

### 現役
チェルシー
- リーグ:1954-55
- FAチャリティ・シールド:1955

トッテナム
- リーグ:1960-61
- FAカップ:1960-61,1961-62
- FAチャリティ・シールド:1961,1962
- UEFAカップウィナーズカップ:1962-63

QPR
- リーグカップ:1966-67

### 監督
アリス・テッサロニキ
- Greater Greece Cup:1971